# Irmingerzee
De Irmingerzee (IJslands: Irmingerhaf, Deens: Irmingerhavet) is een randzee van de noordelijke Atlantische Oceaan. De naam is afkomstig van de Deense viceadmiraal Carl Ludvig Christian Irminger (1802-1888), naar wie tevens de Irmingerstroom vernoemd is. De Irmingerzee is een van de belangrijkste wereldwijde visgebieden voor roodbaars.

## Geografie
De noordgrens van de Irmingerzee wordt gevormd door de Groenland-IJslandrug (een continentale verheffing) aan de onderzijde van de tussen IJsland en Oost-Groenland gelegen Straat Denemarken, die op zijn beurt in verbinding staat met de IJslandzee. Aan de zuidwestkant reikt de Irmingerzee tot Kaap Vaarwel (de zuidelijkste punt van Groenland), alwaar de Irmingerzee grenst aan de Labradorzee. 
De zeebodem van de Irmingerzee behoort grotendeels tot het Irmingerbekken, een noordoostelijke voortzetting van het tot 4600 meter diepe Labradorbekken dat aan de oostzijde wordt begrensd door de Reykjanesrug. Deze afbakening is slechts oceanografisch en heeft geen doorwerking in officiële grenzen.
De Irmingerzee is 480 kilometer lang en 290 kilometer breed op het smalste punt. Het oppervlak bedraagt circa 780.000m².
Door de Irmingerzee stroomt de zuidwestwaarts stromende Oost-Groenlandstroom die botst op de Irmingerstroom en richting het noorden vervolgt als de West-Groenlandstroom.